# Rennell (Îles Salomon)
Pour les articles homonymes, voir Rennell.
Rennell (en langue vernaculaire : Mugaba ou Mu nggava « Grande île ») est la plus grande île de la province de Rennell et Bellona, dans les îles Salomon.

## Histoire

### Premier peuplement
L'arrivée de la population sur Rennell date d'avant -1400 quand des clans quittèrent Uvea (désormais Wallis) et traversèrent l'océan pour s'installer dans ces îles.

### Arrivée Britannique
L'île est découverte en 1793 en même temps que Bellona. Bien que les deux îles soient d'abord toutes les deux nommées îles Bellonas à partir de 1799, c'est en 1816 que Rennell prend son nom actuel. Elle est nommée en l'honneur du président de la Royale Geographical Society de Londres : Lord Rennell.

### Seconde Guerre mondiale
Le lac Tegano fut utilisé comme base d'hydravion par les Japonais (Nakajima A6M2-N) puis par les Américains (PBY Catalinas) après 1943. La bataille de Rennell a été une bataille navale majeure de la campagne de Guadalcanal, entre le 29 janvier et le 30 janvier 1943. À la fin de la guerre, huit Catalinas furent coulés dans le lac et peuvent encore y être observés.

## Géographie
Rennell se trouve en mer des Salomon, elle est l'île la plus australe du pays, à environ 220 km au sud de Guadalcanal, à 200 km au sud-ouest de San Cristobal, à 650 km à l'ouest des îles Santa Cruz, à 830 km au nord-ouest du Vanuatu, à 740 km à l'est de Vanatinai. L'île Bellona, faisant partie de la même province, se situe à 25 km au nord-est de Rennell. La capitale de l'île et de la province est Tigoa.

### Liste des villages[4]
- Niupani
- Tegano
- Hutuna
- Tebaitahe
- Tahaanuku
- Kanaba
- Matangi
- Labagu
- Kagaba
- Kagua
- Lughughi

### Géographie physique
L'île est d'origine volcanique, elle mesure 80 km de long pour 14 km de large, soit une superficie de 660 km2, ce qui en fait le plus grand atoll coralien suréleve au monde. Rennell est presque entièrement bordée de falaises de 120 à 150 m, avec à l'est-sud-est un lac saumâtre, le lac Tenggano (ou lac Tegano), alors que l'ouest-nord-ouest est relativement plat, avec des arbres. (80 km de long sur 14 km de large environ).

### Patrimoine naturel
La partie est de l'île est inscrit depuis 1998 sur la liste du patrimoine mondial, et, à cause de la surexploitation de ses ressources, sur la liste du patrimoine mondial en péril de l'UNESCO depuis 2013.

## Climat
Le climat y est humide et tropical, avec des températures moyennes entre 23C° et 32C°. L'île est sujette à une saison sèche de mai à aout, ainsi qu'à des passages fréquents de cyclones de novembre à avril.

## Économie

### Industries
Les principales activités industrielles de l'île de Rennell se concentre autour des ressources minières et forestières.
La partie ouest de l'île dispose d'importante quantités de bauxite estimées à plus de 26 tonnes. Depuis 2013, l'exploitation est géré par la compagnie minière Bitang Mining Company (BMC). L'industrie forestière se trouve également dans la partie ouest de l'île, présente sur l'île depuis une dizaine d'années, les exploitations sont gérés par Pacific Crest et Samlimsan.
Bien que ces activités constituent un développement économique important, les exploitations de mines de bauxite représentant 142 millions de dollars en 2020. Elles restent hautement controversées. En cause, la négligence de la protection de l'environnement, menant à une pollution de la faune terrestre et marine de l'île, une déforestation intensive et à la migration des espèces animales de l'ouest de l'île, tandis que les conflits d'intérêt entre l'industrie minière et le gouvernement centrale salomonienne ne permet pas aux habitants de bénéficier des retombées économiques.

### Culture locale
La population locale cultive de la patate douce et de la songe.

## Démographie
En 2023, la population de la province s'élève à environ 3 495 habitants avec une moyenne d'âge de 20 ans.
| 1950 | 1955 | 1960 | 1965 | 1970 | 1975 | 1980  | 1985  | 1990  |
| ---- | ---- | ---- | ---- | ---- | ---- | ----- | ----- | ----- |
| 418  | 475  | 548  | 637  | 746  | 900  | 1 073 | 1 261 | 1 452 |

| 1995  | 2000  | 2001  | 2002  | 2003  | 2004  | 2005  | 2006  | 2007  |
| ----- | ----- | ----- | ----- | ----- | ----- | ----- | ----- | ----- |
| 1 673 | 1 922 | 1 974 | 2 028 | 2 082 | 2 135 | 2 188 | 2 240 | 2 292 |

| 2008  | 2009  | 2010  | 2011  | 2012  | 2013  | 2014  | 2015  | 2016  |
| ----- | ----- | ----- | ----- | ----- | ----- | ----- | ----- | ----- |
| 2 344 | 2 399 | 2 458 | 2 522 | 2 590 | 2 661 | 2 734 | 2 809 | 2 885 |

| 2017  | 2018  | 2019  | 2020  | 2021  | 2022  | 2023  | - | - |
| ----- | ----- | ----- | ----- | ----- | ----- | ----- | - | - |
| 2 962 | 3 040 | 3 120 | 3 199 | 3 279 | 3 359 | 3 495 | - | - |